# Anne-Marie Hofmann
Anne-Marie Hofmann (* 17. August 1920 in Stuttgart; † 23. August 2014) war eine deutsche Juristin. 

## Werdegang
Anne-Marie Hofmann  wurde am 17. August 1920 als zweites Kind eines Arztes in Stuttgart geboren.
Sie studierte Rechtswissenschaften an der Universität Münster und in Heidelberg. 1972 wurde sie zur Bundesanwältin beim Bundesgerichtshof ernannt. Sie blieb zwölf Jahre lang einzige Bundesanwältin in der Justizgeschichte der Bundesrepublik.

## Ehrungen
- 1985: Großes Verdienstkreuz der Bundesrepublik Deutschland